# Ophidion rochei
Ophidion rochei là một loài cá trong họ Ophidiidae. Phổ biến ở khu vực phía Tây và phía Bắc của biển Địa Trung Hải, cũng như Biển Đen. Cá đáy biển cận nhiệt đới, dài đến 29,3 cm.